# Motonautica
La motonautica è uno sport motoristico in cui si utilizzano vari tipi di natanti. È governato dalla Union Internationale Motonautique e nel 1908 fece parte dei Giochi olimpici.

## Tipi di imbarcazioni
Idroplani: si tratta di imbarcazioni con una forma a sezione di ala che permette loro, raggiunta una certa velocità, di volare a pelo d'acqua lasciando immerse solo l'elica e le eventuali appendici idrodinamiche, dette derive o skidfin.
Catamarani (XCAT): analogamente agli scafi a vela della stessa categoria, i catamarani a motore sono costituiti da due scafi paralleli uniti da una zona centrale dove è seduto il pilota.
Carena a V: molto simili agli scafi "turistici", gli scafi con carena a V (anche in variante Redan), poggiano con tutta la chiglia sull'acqua durante la navigazione

## Campionati

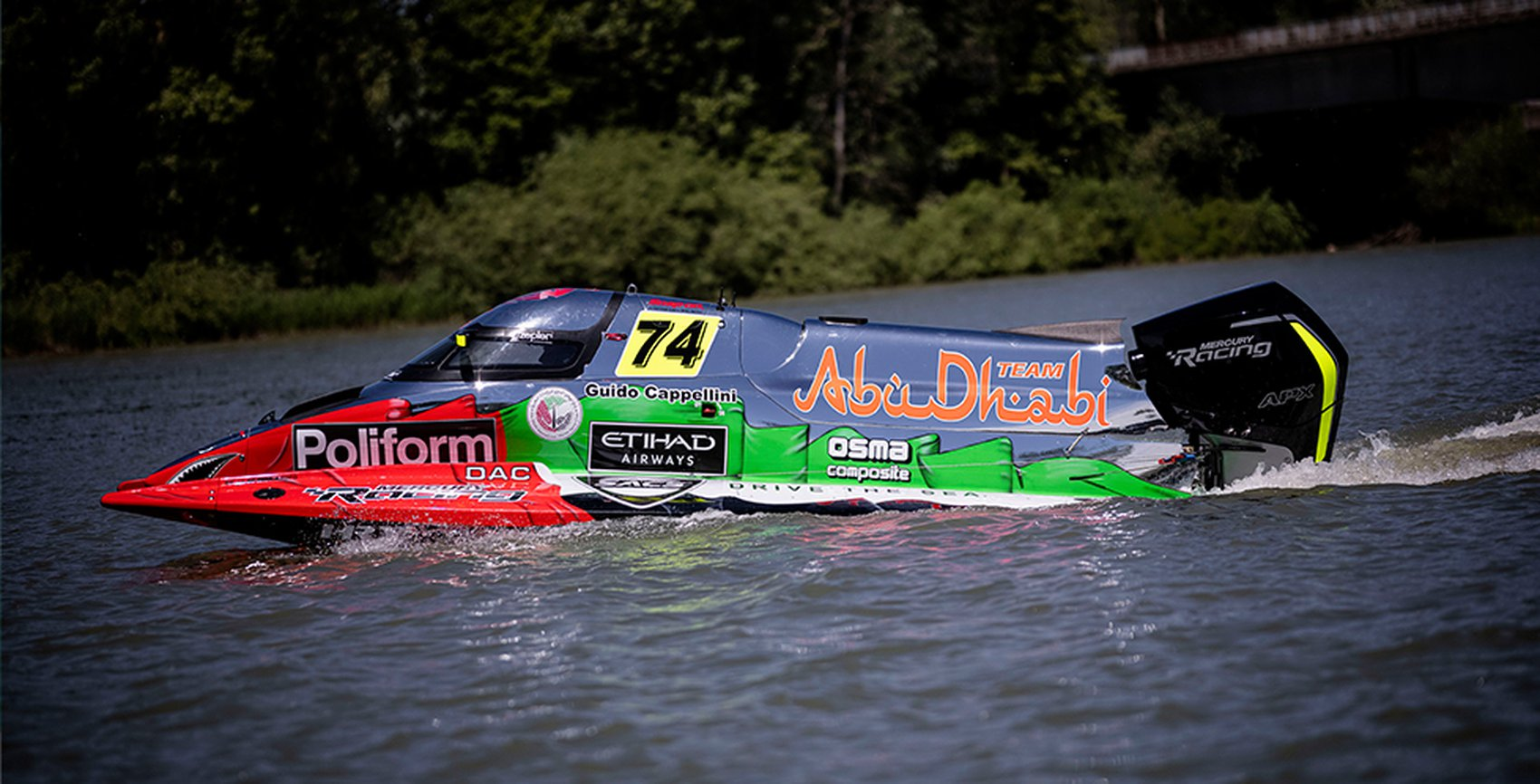
Guido Cappellini alla guida di un F1H2o

Le competizioni vengono effettuate, quasi sempre, in mare o nei laghi.
Il tracciato è riconoscibile grazie all'apposizione di visibilissime boe, generalmente di color arancio, che contraddistinguono i punti in cui gli scafi devono virare.
Recentemente, a seguito di vibrate proteste di ambientalisti, nelle più importanti formule e manifestazioni viene utilizzato uno speciale carburante che non lascia molti residui nell'acqua.

### Inshore
Si svolge su laghi o fiumi con catamarani che rappresentano la Formula 1 H2O. Il campionato del mondo di F1 è stato creato nel 1981 dalla Union Internationale Motonautique.
In Italia gare, anche del mondiale di Formula 1, vengono ospitate dal Lago di Como.
Oltre che per ospitare le gare l'Italia in questo sport è apprezzato anche per aver dato i natali a piloti come Eugenio Molinari, l’uomo più titolato al mondo in motonautica inboard, detentore di 72 record mondiali come pilota e di ben 136 come costruttore.
Per prepararsi alla F1H2O esistono altre imbarcazioni di tipo catamarano con capsula la F2H2O e la F4H2O, tra questa categorie cambia la lunghezza, peso e cilindrata dei motori.

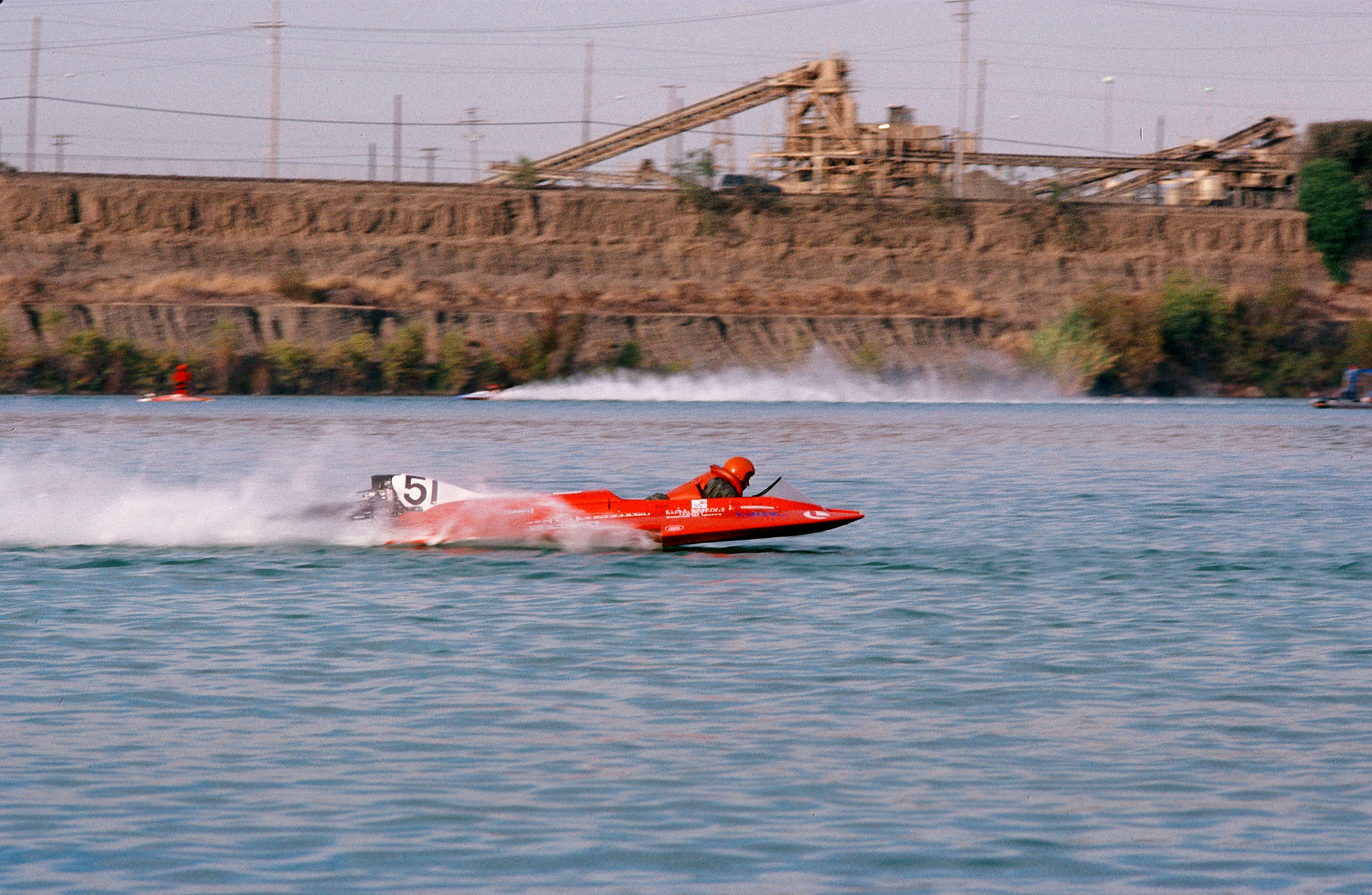
Maurizio Darai alla guida nella categoria O/350

### Offshore
La categoria offshore forma l'élite di questa disciplina attraverso il Campionato del mondo offshore.
Il campionato 2006 ha avuto sei Grand Prix: Malta, Italia, Germania, Mediterraneo (Italia), Gran Bretagna e Portogallo.
La gara Venezia-Montecarlo con un percorso di oltre 1.400 miglia marine, alternate tra prove di velocità, prove di regolarità e trasferimenti è la gara di motonautica d’altura più lunga e impegnativa del mondo.

### Endurance

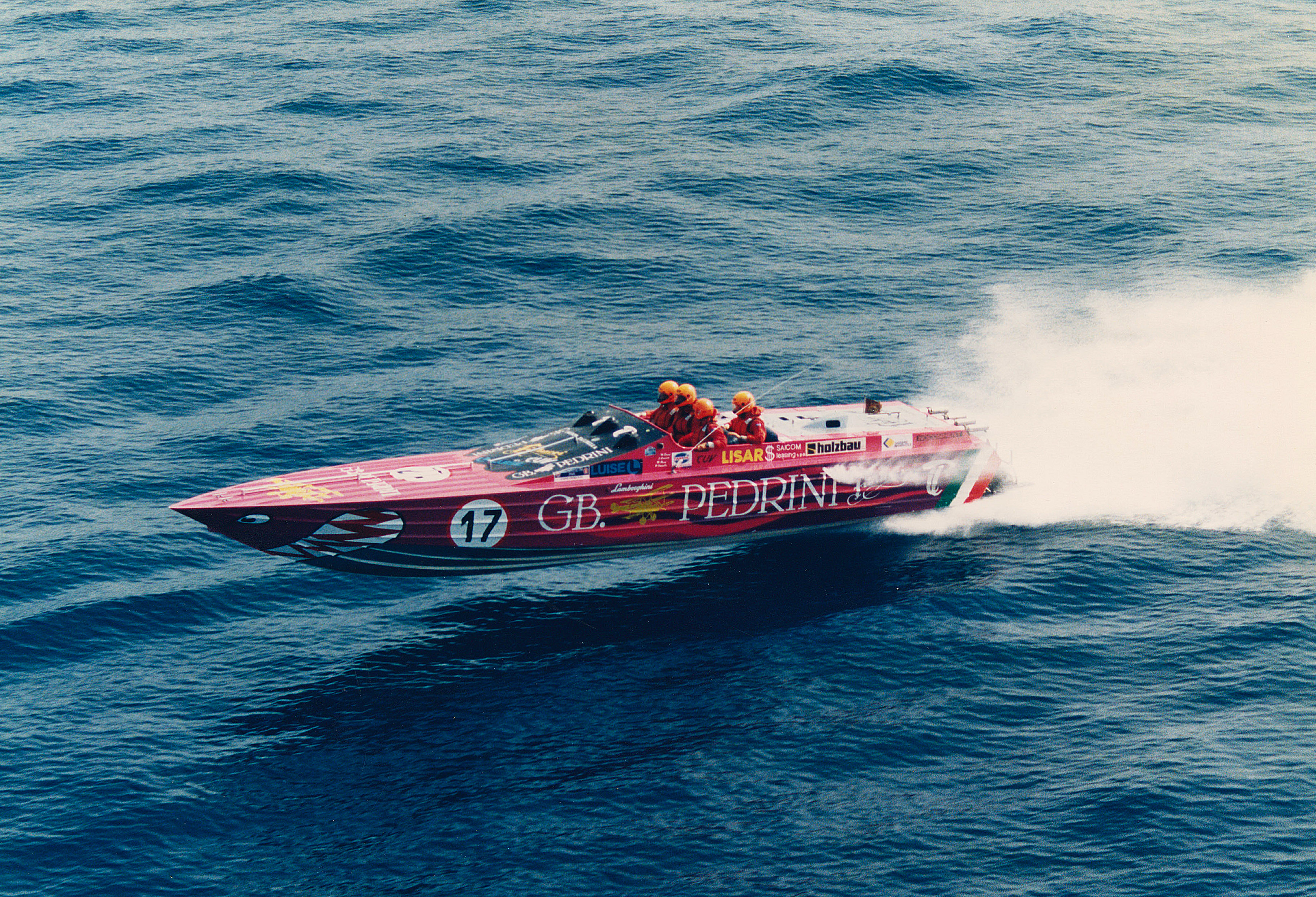
1° Venezia-Montecarlo 1990 Darai-Carain-Vianello-Scarabel

Tra le prove endurance, si ricorda la 24 ore motonautica di Rouen.

### Rallye
Tra le prove di questa categoria, si ricorda la Route des Gabares, che si svolge con battelli pneumatici.

### Drag boat racing
Le corse si svolgono sul quarto di miglio, ossia 402 metri, con velocità di 400 km/h. Queste prove sono organizzate soprattutto dalla International Hot Boat Association americana.